# Земља номада
Земља номада (енгл. Nomadland) је амерички драмски филм из 2020. године заснован на нефикционалној књизи Земља номада: Преживљавање Америке у двадесет првом веку Џесике Брудер. Филм је написала, монтирала, продуцирала и режирала Клои Џао, док главну улогу тумачи Франсес Макдорманд (која је такође прoдуценткиња филма) као удовица која напушта живот у Невади да би путовала по Сједињеним Америчким Државама у свом комбију као номад. Бројни номади из стварног живота појављују се као измишљене верзије самих себе, као што су Линда Меј, Свонки и Боб Велс. Дејвид Стратерн такође се појављује у споредној улози.
Филм Земља номада је премијерно приказан 11. септембра 2020. године, на Филмском фестивалу у Венецији, где је освојио Златног лава. Такође је освојио награду по избору публике на Филмском фестивалу у Торонту. Имао је једнонедељно ограничено издање 4. децембра 2020. године и издат је од стране Searchlight Pictures-а у одабраним IMAX-овим биоскопима у Сједињеним Државама 29. јануара 2021. године, и истовремено у биоскопима и стриминг-дигитално на Hulu-у 19. фебруара 2021. године. Филм је издат у Србији 13. маја 2021. године од стране MegaCom Film-а.
Филм је похваљен због режије, сценарија, монтаже, кинематографије и наступа, посебно Макдормандове. Био је трећи најбоље оцењени филм 2020. године на Metacritic-у, који је утврдио да га критичари и публикације најчешће рангирају као један од најбољих филмова године. На 93. додели награда Оскар, освојио је награду за најбољи филм, награду за најбољег режисера и награду за најбољу глумицу у главној улози за Макдормандову, из укупно шест номинација. Џаоова је постала прва обојена жена која је освојила награду за најбољег режисера, док је Макдормандова постала прва особа у историји која је освојила награде Оскар као продуцент и глумац за исти филм. Такође је освојио награду за најбољи играни филм – драму и награду за најбољег редитеља на 78. додели награда Златни глобус, четири награде укључујући награду за најбољи филм на 74. додели награда БАФТА и четири награде укључујући награду за најбољи филм на 36. додели награда Спирит.

## Радња
Године 2011. Ферн губи посао након што се затвори фабрика грађевинских материјала у Емпајеру, у Невади; тамо је радила годинама заједно са супругом, који је недавно умро. Ферн продаје већину својих ствари и купује комби у жељи да путује земљом у потрази за послом. Она добија сезонски посао у Амазоновом центру за паковање током зиме.
Линда, пријатељица и сарадница, позива Ферн да дође на састанак номада у Аризони у организацији Боба Велса, који пружа систем подршке и заједницу за друге номаде. Ферн у почетку одбија, али се предомисли када време захлади и суочи се са проблемима да нађе посао у тој области. Тамо Ферн упознаје колеге номаде и учи основне вештине преживљавања и самодовољности за пут.
Када Фернином комбију пукне гума, она одлази до комбија оближњег номада, Свонки, да затражи превоз до града да купи резервну. Свонки кори Ферн што није била спремна на ту ситуацију и позива је да научи вештине преживљавања на путу; њих две постају пријатељице. Свонки говори Ферн да јој је дијагностикован карцином, да јој је животни век скраћен, као и свом плану да оствари лепе успомене на путу, уместо да умре у болници. На крају се разилазе.
Ферн преузима посао домаћина кампа у камповима у Националном парку Бадландс у Јужној Дакоти. Тамо ради и Дејв, још један номад којег је упознала и са којим је плесала у пустињској заједници. Када он оболи од дивертикулитиса, Ферн га посећује у болници где је хитно оперисан. Њих двоје се потом запошљавају у ресторану у Јужној Дакоти. Једне ноћи, Дејвов син посећује ресторан тражећи оца, након чега му говори да му је жена трудна и позива га да упозна своје унуче. Он оклева, али га Ферн охрабрује да оде. Дејв јој предлаже да пође са њим, али она одбија.
Ферн добија нови посао у фабрици за прераду шећерне репе, али јој се комби поквари и она не може да приушти поправку. У немогућности да позајми новац, посећује породицу своје сестре у њиховој кући у Калифорнији. Фернина сестра јој позајмљује новац за поправку комбија. Она се пита зашто Ферн никада није била ту у њиховим животима и зашто је остала у Емпајеру након што јој је муж умро, али потом говори сестри да је храбра што је толико независна. Ферн касније посећује Дејва и породицу његовог сина у Појнт Арини, сазнајући да је Дејв одлучио да остане код њих на дуже време. Он признаје да гаји осећања према њој и позива је да трајно остане код њега у гостињској кући, али она одлучује да оде после само неколико дана и упути се ка океану.
Ферн се враћа свом сезонском послу у Амазону и касније поново одлази на састанак у Аризони. Тамо сазнаје да је Свонки умрла, а она и други номади одају почаст њеном животу бацајући камење у логорску ватру. Ферн говори Бобу о свом љубавном односу са покојним мужем, а он дели причу о самоубиству свог сина. Боб заступа став да реч „збогом” није коначна у номадској заједници јер њени чланови увек обећавају да ће се поново видети „на путу”.
Ферн се враћа у скоро напуштени град Емпајер како би се решила ствари које је држала у складишту. Она посећује фабрику и дом који је делила са супругом пре него што се врати на пут.

## Улоге
| Глумац             | Улога  |
| ------------------ | ------ |
| Франсес Макдорманд | Ферн   |
| Дејвид Стратерн    | Дејв   |
| Линда Меј          | Линда  |
| Шарлин Свонки      | Свонки |
| Боб Велс           | Боб    |
| Дерек Андрес       | Дерек  |
| Питер Спирс        | Питер  |